# محاكمة برشلونة

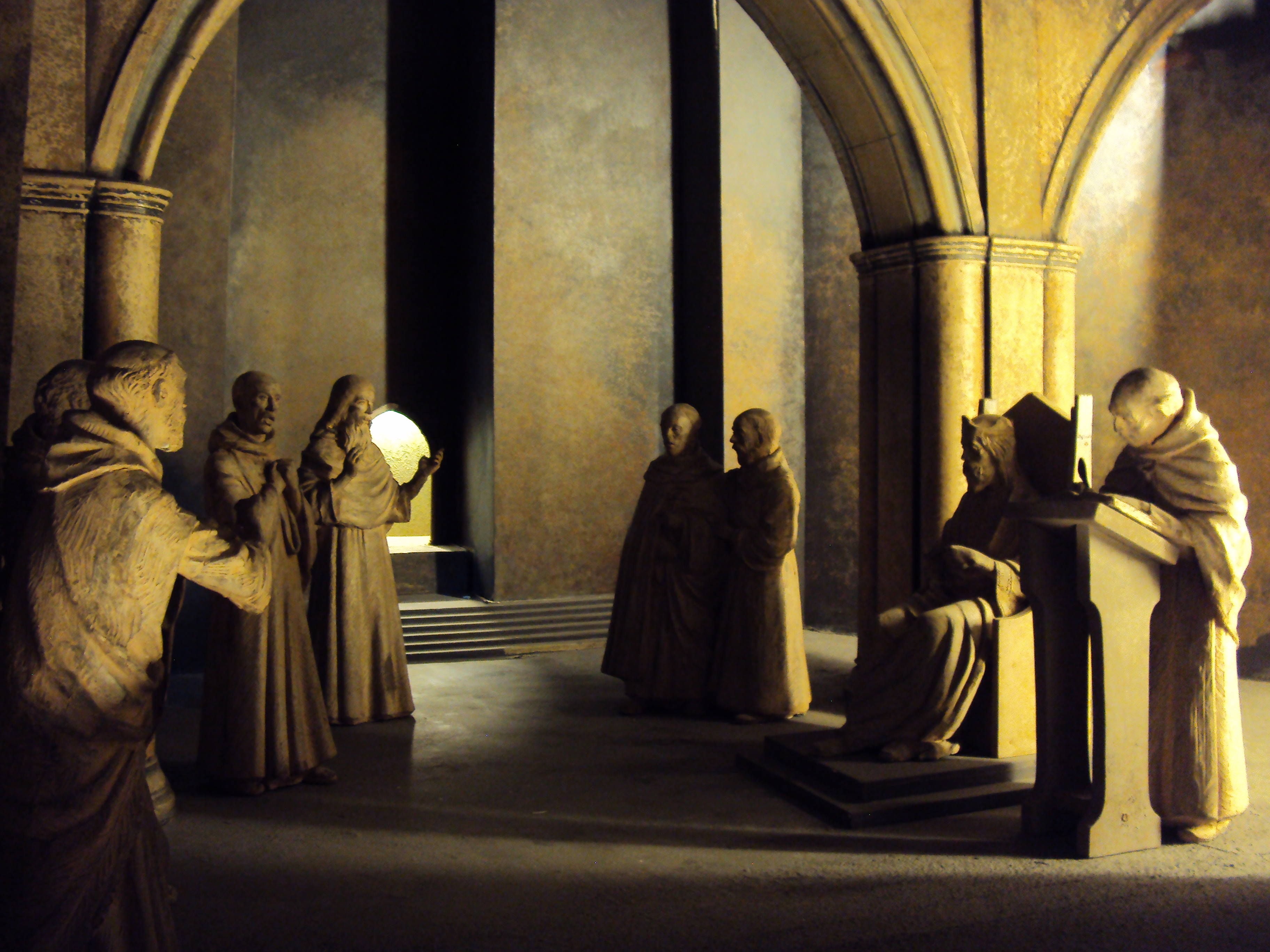

محاكمة برشلونة (يوليوز 20-24، 1263) هي مناظرة رسمية وقعت بين ممثلين عن المسيحية واليهودية من أجل الحسم فيما إذا كان عيسى ابن مريم هو المسيح. وقعت هذه المناظرة في القصر الملكي للملك خايمي الأول ملك أراغون، بحضور الملك عينه وحاشيته وعدد من الشرفاء البارزين والفرسان بين بابلو كريستياني من جهة، مرتدا عن اليهودية ومعتنقا للمسيحية وعضوا في الدومينيكانية، وموشه بن نحمان من جهة ثانية، وهو فقيه يهودي وفيلسوف وطبيب ومختص في القبالة ومفسر للإنجيل.